# Elline Gøye
Elline Mogensdatter Gøye (omkring 1510 – 20. februar 1563 på Ringkloster) var dansk adelsdame og godsejer.
Hun var datter af den rige godsejer, rigshofmester Mogens Gøye (død 1544) og Mette Bydelsbak (død 1512).
Man kender især til faderens omfattende godsbesiddelser som følge af, at hun i 1552 lod udarbejde Fru Eline Gøyes Jordebog, som ud over en fortegnelse over hendes og den første ægtemands gods indeholder oversigter over forældrenes og over svigermoderen Anne Mouritsdatter Gyldenstjernes gods. Jordeborgen er derved en meget vigtig kilde for denne periode i Danmarks historie.
Da faderen havde mange børn, var hendes arv mere beskeden, men hun fik ud over et stort antal fæstegårde også med sin bror Albert Gøye herregården Clausholm ved Randers. Hun stod i tæt kontakt med søsteren Birgitte Gøye.
Hun blev gift første gang med lensmanden Mourits Olufsen Krognos, som var søn af rigsråden Oluf Stigsen Krognos til Krapperup og Bollerup og Anne Mouritsdatter Gyldenstjerne. De fik børnene Oluf, Mogens og Mette.
Af sønnen Oluf og svigersønnen Holger Ottesen Rosenkrantz fik hun i 1558 livbrev på sin afdøde mands gods Bregentved på Sjælland.
Hun blev 5. februar 1559 gift med lensmanden Vincents Juel, søn af godsejer Jens Juel og Vibeke Lunge.
Hendes portræt findes som relief på en ligsten af Martin Bussert i Skt. Bendts Kirke i Ringsted.